# Mistrzostwa Świata w Hokeju na Lodzie Kobiet 2023 (III Dywizja)
Mistrzostwa Świata w Hokeju na Lodzie Kobiet III Dywizji 2023 rozegrane zostały w dniach 3–9 kwietnia (Dywizja IIIA) i 26–31 marca (Dywizja IIIB).
Do mistrzostw III Dywizji przystąpiło 9 zespołów, które zostały podzielone na dwie grupy: jedną sześciozespołową, i drugą trójzespołową. Dywizja III Grupa A swoje mecze rozgrywała w (Braszowie) w Rumunii, natomiast Dywizja III Grupa B w Tenuwot w Izraelu. Reprezentacje rywalizowały systemem każdy z każdym.
Hale, w których zorganizowano zawody:
- Olympic Ice Rink w Braszowie – Dywizja IIIA,
- OneIce Arena w Tenuwot – Dywizja IIIB.

## Grupa A
Do mistrzostw świata dywizji IIB w 2024 z Dywizji IIIA awansowała najlepsza reprezentacja. Ostatni zespół został zdegradowany.
| 3 kwietnia 2023 | Litwa | 6:0 | Estonia | Olympic Ice Rink, Braszów |

| Szczegóły      | Szczegóły | Szczegóły       | Szczegóły  | Szczegóły                                                                                        |
| -------------- | --- | --------------- | ---------- | ------------------------------------------------------------------------------------------------ |
| Godzina: 13:00 | K. Miuller (EQ) 07:48 K. Miuller (EQ) 24:54 V. Rastenytė (EQ) 32:36 K. Miuller (EQ) 39:47 V. Jasinevičiūtė (EQ) 50:46 K. Miuller (EQ) 52:34 | (1:0, 3:0, 2:0) |            | Widzów: 50 Sędzia główny: Emma Sanders Sędziowie liniowi: Elif Munire Bağlar Elva Hjálmarsdóttir |
| Godzina: 13:00 | 2 min. kar |                 | 4 min. kar | Widzów: 50 Sędzia główny: Emma Sanders Sędziowie liniowi: Elif Munire Bağlar Elva Hjálmarsdóttir |

| 3 kwietnia 2023 | Bułgaria | 2:6 | Hongkong | Olympic Ice Rink, Braszów |

| Szczegóły      | Szczegóły                                      | Szczegóły       | Szczegóły                                                                                                | Szczegóły                                                                            |
| -------------- | ---------------------------------------------- | --------------- | --- | ------------------------------------------------------------------------------------ |
| Godzina: 16:30 | S. Stojanowa (PP) 17:37 Ż Dimitrowa (EQ) 26:07 | (1:4, 1:1, 0:1) | 13:14 (SH) R. Ng 14:13 (EQ) E. Ip 16:11 (EQ) K. Cheng 19:56 (PP) R. Ng 24:35 (EQ) E. Ip 58:26 (EQ) R. Ng | Widzów: 50 Sędzia główny: Ilona Novotná Sędziowie liniowi: Amy Keijzers Julia Strube |
| Godzina: 16:30 | 16 min. kar                                    |                 | 12 min. kar                                                                                              | Widzów: 50 Sędzia główny: Ilona Novotná Sędziowie liniowi: Amy Keijzers Julia Strube |

| 3 kwietnia 2023 | Rumunia | 0:4 | Ukraina | Olympic Ice Rink, Braszów |

| Szczegóły      | Szczegóły   | Szczegóły       | Szczegóły                                                                                     | Szczegóły                                                                                   |
| -------------- | ----------- | --------------- | --------------------------------------------------------------------------------------------- | ------------------------------------------------------------------------------------------- |
| Godzina: 20:00 |             | (0:1, 0:3, 0:0) | 15:18 (EQ) J. Dobrowolska 27:14 (EQ) E. Ałipowa 30:13 (EQ) O. Maszkina 39:38 (EQ) P. Telehina | Widzów: 400 Sędzia główny: Lee Kyung-sun Sędziowie liniowi: Julia Hjelmström Laura Peronnin |
| Godzina: 20:00 | 12 min. kar |                 | 8 min. kar                                                                                    | Widzów: 400 Sędzia główny: Lee Kyung-sun Sędziowie liniowi: Julia Hjelmström Laura Peronnin |

| 4 kwietnia 2023 | Estonia | 2:6 | Bułgaria | Olympic Ice Rink, Braszów |

| Szczegóły      | Szczegóły                                 | Szczegóły       | Szczegóły | Szczegóły                                                                                     |
| -------------- | ----------------------------------------- | --------------- | --- | --------------------------------------------------------------------------------------------- |
| Godzina: 13:00 | E. Parnik (EQ) 00:36 H. Molder (EQ) 30:13 | (1:2, 1:3, 0:1) | 07:55 (PP) S. Asparuchowa 09:25 (EQ) S. Stojanowa 21:02 (EQ) S. Stojanowa 25:34 (EQ) M. Runewska 34:16 (EQ) M. Runewska 48:38 (EQ) S. Asparuchowa | Widzów: 40 Sędzia główny: Ulrike Winklmayr Sędziowie liniowi: Elif Munire Bağlar Amy Keijzers |
| Godzina: 13:00 | 14 min. kar                               |                 | 2 min. kar | Widzów: 40 Sędzia główny: Ulrike Winklmayr Sędziowie liniowi: Elif Munire Bağlar Amy Keijzers |

| 4 kwietnia 2023 | Ukraina | 1:2 | Hongkong | Olympic Ice Rink, Braszów |

| Szczegóły      | Szczegóły              | Szczegóły       | Szczegóły                         | Szczegóły                                                                               |
| -------------- | ---------------------- | --------------- | --------------------------------- | --------------------------------------------------------------------------------------- |
| Godzina: 16:30 | P. Tełehina (EQ) 53:13 | (0:0, 0:0, 1:2) | 46:23 (EQ) E. Ip 50:27 (PP) I. Li | Widzów: 80 Sędzia główny: Emma Sanders Sędziowie liniowi: Julia Hjelmström Julia Strube |
| Godzina: 16:30 | 10 min. kar            |                 | 2 min. kar                        | Widzów: 80 Sędzia główny: Emma Sanders Sędziowie liniowi: Julia Hjelmström Julia Strube |

| 4 kwietnia 2023 | Litwa | 5:2 | Rumunia | Olympic Ice Rink, Braszów |

| Szczegóły      | Szczegóły | Szczegóły       | Szczegóły                                  | Szczegóły                                                                                     |
| -------------- | --- | --------------- | ------------------------------------------ | --------------------------------------------------------------------------------------------- |
| Godzina: 20:00 | K. Miuller (EQ) 03:45 K. Miuller (EQ) 07:06 K. Miuller (EQ) 29:12 K. Miuller (PP) 57:09 G. Petrauskaitė (EQ) 59:52 | (2:0, 1:2, 2:0) | 27:56 (EQ) S. I. David 39:59 (PS) A. Oprea | Widzów: 90 Sędzia główny: Ilona Novotná Sędziowie liniowi: Elva Hjálmarsdóttir Laura Peronnin |
| Godzina: 20:00 | 8 min. kar |                 | 14 min. kar                                | Widzów: 90 Sędzia główny: Ilona Novotná Sędziowie liniowi: Elva Hjálmarsdóttir Laura Peronnin |

| 6 kwietnia 2023 | Litwa | 8:2 | Bułgaria | Olympic Ice Rink, Braszów |

| Szczegóły      | Szczegóły | Szczegóły       | Szczegóły                                         | Szczegóły                                                                              |
| -------------- | --- | --------------- | ------------------------------------------------- | -------------------------------------------------------------------------------------- |
| Godzina: 13:00 | K. Miuller (EQ) 03:42 G. Petrauskaitė (EQ) 20:23 K. Miuller (PP) 27:55 K. Miuller (EQ) 33:13 E. Tučiūtė (PP) 38:27 V. Jasinevičiūtė (PP) 44:56 V. Jasinevičiūtė (EQ) 56:59 E. Tučiūtė (EQ) 57:08 | (1:0, 4:2, 3:0) | 22:26 (EQ) S. Stojanowa 30:45 (EQ) S. Asparuchowa | Widzów: 40 Sędzia główny: Lee Kyung-sun Sędziowie liniowi: Laura Peronnin Julia Strube |
| Godzina: 13:00 | 12 min. kar |                 | 16 min. kar                                       | Widzów: 40 Sędzia główny: Lee Kyung-sun Sędziowie liniowi: Laura Peronnin Julia Strube |

| 6 kwietnia 2023 | Ukraina | 5:0 | Estonia | Olympic Ice Rink, Braszów |

| Szczegóły      | Szczegóły | Szczegóły       | Szczegóły   | Szczegóły                                                                                 |
| -------------- | --- | --------------- | ----------- | ----------------------------------------------------------------------------------------- |
| Godzina: 16:30 | D. Cymyrenko (PP) 11:09 W. Cenowa (EQ) 16:45 P. Tełehina (EQ) 17:27 D. Łopatina (EQ) 33:46 D. Rożok (PP) 39:17 | (3:0, 2:0, 0:0) |             | Widzów: 200 Sędzia główny: Ilona Novotná Sędziowie liniowi: Julia Hjelmström Amy Keijzers |
| Godzina: 16:30 | 6 min. kar |                 | 10 min. kar | Widzów: 200 Sędzia główny: Ilona Novotná Sędziowie liniowi: Julia Hjelmström Amy Keijzers |

| 6 kwietnia 2023 | Rumunia | 1:3 | Hongkong | Olympic Ice Rink, Braszów |

| Szczegóły      | Szczegóły           | Szczegóły       | Szczegóły                                            | Szczegóły                                                                                             |
| -------------- | ------------------- | --------------- | ---------------------------------------------------- | --- |
| Godzina: 20:00 | A. Voicu (PP) 55:31 | (0:0, 0:1, 1:2) | 29:56 (EQ) T. Wong 45:46 (EQ) E. Ip 57:31 (EQ) I. Li | Widzów: 200 Sędzia główny: Ulrike Winklmayr Sędziowie liniowi: Elif Munire Bağlar Elva Hjálmarsdóttir |
| Godzina: 20:00 | 6 min. kar          |                 | 10 min. kar                                          | Widzów: 200 Sędzia główny: Ulrike Winklmayr Sędziowie liniowi: Elif Munire Bağlar Elva Hjálmarsdóttir |

| 7 kwietnia 2023 | Bułgaria | 3:10 | Ukraina | Olympic Ice Rink, Braszów |

| Szczegóły      | Szczegóły                                                                | Szczegóły       | Szczegóły | Szczegóły                                                                                  |
| -------------- | ------------------------------------------------------------------------ | --------------- | --- | ------------------------------------------------------------------------------------------ |
| Godzina: 13:00 | M. Runewska (EQ) 04:30 S. Asparuchowa (EQ) 39:05 S. Stojanowa (EQ) 40:12 | (1:3, 1:3, 1:4) | 00:54 (EQ) Elizabet Ałipowa 08:10 (EQ) E. Ałipowa 11:15 (EQ) D. Cymyrenko 28:50 (PP) T. Kyryczenko 32:51 (EQ) D. Cymyrenko 35:21 (EQ) D. Cymyrenko 50:43 (EQ) P. Tełehina 51:08 (EQ) S. Gutor 52:13 (EQ) P. Tełehina 57:07 (PP2) Elen Ałipowa | Widzów: 100 Sędzia główny: Emma Sanders Sędziowie liniowi: Elif Munire Bağlar Julia Strube |
| Godzina: 13:00 | 12 min. kar                                                              |                 | 10 min. kar | Widzów: 100 Sędzia główny: Emma Sanders Sędziowie liniowi: Elif Munire Bağlar Julia Strube |

| 7 kwietnia 2023 | Hongkong | 4:5 pk. | Litwa | Olympic Ice Rink, Braszów |

| Szczegóły      | Szczegóły                                                                  | Szczegóły                 | Szczegóły | Szczegóły                                                                                      |
| -------------- | -------------------------------------------------------------------------- | ------------------------- | --- | ---------------------------------------------------------------------------------------------- |
| Godzina: 16:30 | A. Lam (EQ) 02:38 A. Wang (EQ) 28:29 C. Wong (EQ) 33:33 T. Wong (EQ) 48:38 | (1:0, 2:1, 1:3, 0:0, 0:1) | 22:15 (PP) M. Kukanova 52:59 (EQ) V. Jasinevičiūtė 53:46 (EQ) K. Miuller 55:35 (EQ) K. Miuller 65:00 (GWG) V. Rastenytė | Widzów: 80 Sędzia główny: Ulrike Winklmayr Sędziowie liniowi: Elva Hjálmarsdóttir Amy Keijzers |
| Godzina: 16:30 | 10 min. kar                                                                |                           | 4 min. kar | Widzów: 80 Sędzia główny: Ulrike Winklmayr Sędziowie liniowi: Elva Hjálmarsdóttir Amy Keijzers |

| 7 kwietnia 2023 | Estonia | 0:4 | Rumunia | Olympic Ice Rink, Braszów |

| Szczegóły      | Szczegóły  | Szczegóły       | Szczegóły                                                                          | Szczegóły                                                                                   |
| -------------- | ---------- | --------------- | ---------------------------------------------------------------------------------- | ------------------------------------------------------------------------------------------- |
| Godzina: 20:00 |            | (0:0, 0:0, 0:4) | 40:28 (PP) I. Barbul 41:37 (EQ) M. Simina 44:46 (EQ) A. Voicu 47:13 (PP) I. Barbul | Widzów: 200 Sędzia główny: Lee Kyung-sun Sędziowie liniowi: Julia Hjelmström Laura Peronnin |
| Godzina: 20:00 | 8 min. kar |                 | 18 min. kar                                                                        | Widzów: 200 Sędzia główny: Lee Kyung-sun Sędziowie liniowi: Julia Hjelmström Laura Peronnin |

| 9 kwietnia 2023 | Hongkong | 3:0 | Estonia | Olympic Ice Rink, Braszów |

| Szczegóły      | Szczegóły                                              | Szczegóły       | Szczegóły  | Szczegóły                                                                                    |
| -------------- | ------------------------------------------------------ | --------------- | ---------- | -------------------------------------------------------------------------------------------- |
| Godzina: 13:00 | T. Wong (PP) 09:44 C. Wong (EQ) 47:59 E. Ip (PP) 57:12 | (1:0, 0:0, 2:0) |            | Widzów: 50 Sędzia główny: Ilona Novotná Sędziowie liniowi: Elif Munire Bağlar Laura Peronnin |
| Godzina: 13:00 | 10 min. kar                                            |                 | 8 min. kar | Widzów: 50 Sędzia główny: Ilona Novotná Sędziowie liniowi: Elif Munire Bağlar Laura Peronnin |

| 9 kwietnia 2023 | Ukraina | 2:1 | Litwa | Olympic Ice Rink, Braszów |

| Szczegóły      | Szczegóły                                   | Szczegóły       | Szczegóły                  | Szczegóły                                                                                |
| -------------- | ------------------------------------------- | --------------- | -------------------------- | ---------------------------------------------------------------------------------------- |
| Godzina: 16:30 | C. Zarekowa (EQ) 33:07 W. Cenowa (EQ) 53:45 | (0:0, 1:0, 1:1) | 42:16 (EQ) G. Petrauskaitė | Widzów: 430 Sędzia główny: Ulrike Winklmayr Sędziowie liniowi: Amy Keijzers Julia Strube |
| Godzina: 16:30 | 12 min. kar                                 |                 | 4 min. kar                 | Widzów: 430 Sędzia główny: Ulrike Winklmayr Sędziowie liniowi: Amy Keijzers Julia Strube |

| 9 kwietnia 2023 | Rumunia | 10:2 | Bułgaria | Olympic Ice Rink, Braszów |

| Szczegóły      | Szczegóły | Szczegóły       | Szczegóły                                        | Szczegóły                                                                                       |
| -------------- | --- | --------------- | ------------------------------------------------ | ----------------------------------------------------------------------------------------------- |
| Godzina: 20:00 | A. Voicu (EQ) 14:10 A. Oprea (EQ) 22:35 A. Voicu (SH) 24:41 A. Voicu (EQ) 46:53 S. I. David (PP) 49:23 A. Voicu (PP) 51:09 S. I. David (EQ) 51:33 A. Voicu (EQ) 55:53 A. Bálint (EQ) 58:30 M. Simina (EQ) 59:31 | (1:1, 2:0, 7:1) | 05:42 (PP) S. Asparuchowa 40:45 (EQ) M. Runewska | Widzów: 250 Sędzia główny: Emma Sanders Sędziowie liniowi: Elva Hjálmarsdóttir Julia Hjelmström |
| Godzina: 20:00 | 265 min. kar |                 | 289 min. kar                                     | Widzów: 250 Sędzia główny: Emma Sanders Sędziowie liniowi: Elva Hjálmarsdóttir Julia Hjelmström |

Tabela
| Lp. | Zespół   | M | Pkt | Z | Zd | Pd | P | G+ | G- | +/− |
| --- | -------- | - | --- | - | -- | -- | - | -- | -- | --- |
| 1   | Hongkong | 5 | 13  | 4 | 0  | 1  | 0 | 18 | 9  | +9  |
| 2   | Ukraina  | 5 | 12  | 4 | 0  | 0  | 1 | 22 | 6  | +16 |
| 3   | Litwa    | 5 | 11  | 3 | 1  | 0  | 1 | 25 | 10 | +15 |
| 4   | Rumunia  | 5 | 6   | 2 | 0  | 0  | 3 | 17 | 14 | +3  |
| 5   | Bułgaria | 5 | 3   | 1 | 0  | 0  | 4 | 15 | 36 | -21 |
| 6   | Estonia  | 5 | 0   | 0 | 0  | 0  | 5 | 2  | 24 | -22 |

    = awans do Dywizji IIB     = utrzymanie w Dywizji IIIA     = spadek do Dywizji IIIB
Statystyki indywidualne
- Klasyfikacja strzelców:  Klara Miuller: 13 goli[2]
- Klasyfikacja asystentów:  Simona Asparuchowa
 Gabija Petrauskaitė: 6 asyst[3]
- Klasyfikacja kanadyjska:  Klara Miuller: 18 punktów[4]
- Klasyfikacja kanadyjska obrońców:  Ioana Barbul: 5 punktów[5]
- Klasyfikacja +/−:  Klara Miuller: +11[6]
- Klasyfikacja skuteczności interwencji bramkarzy:  Chau Sumi: 96,20%[7]
- Klasyfikacja średniej goli straconych na mecz bramkarzy:  Chau Sumi: 1,00
- Klasyfikacja minut kar:  Simona Asparuchowa: 43 minuty[8]

Nagrody indywidualne
Dyrektoriat turnieju wybrał trójkę najlepszych zawodników, po jednym na każdej pozycji:
- Bramkarz:  Keira Mok
- Obrońca:  Tetiana Kyryczenko
- Napastnik:  Klara Miuller

## Grupa B
Do mistrzostw świata dywizji IIIA w 2024 awansował zwycięzca turnieju.
| 26 marca 2023 | Serbia | 5:1 | Izrael | OneIce Arena, Tenuwot |

| Szczegóły      | Szczegóły                                                                                               | Szczegóły       | Szczegóły            | Szczegóły                                                                                  |
| -------------- | --- | --------------- | -------------------- | ------------------------------------------------------------------------------------------ |
| Godzina: 19:00 | J. Popov (EQ) 07:48 K. Čizmić (EQ) 29:02 V. Vrhoci (EQ) 29:55 M. Velček (EQ) 45:13 I. Vastag (EQ) 59:16 | (1:0, 2:0, 2:1) | 53:29 (EQ) S. Kotler | Widzów: 150 Sędzia główny: Drahomira Fialova Sędziowie liniowi: Mildrid Johnsen Katja Mrak |
| Godzina: 19:00 | 8 min. kar                                                                                              |                 | 6 min. kar           | Widzów: 150 Sędzia główny: Drahomira Fialova Sędziowie liniowi: Mildrid Johnsen Katja Mrak |

| 27 marca 2023 | Izrael | 2:4 | Bośnia i Hercegowina | OneIce Arena, Tenuwot |

| Szczegóły      | Szczegóły                               | Szczegóły       | Szczegóły                                                                                | Szczegóły                                                                                   |
| -------------- | --------------------------------------- | --------------- | ---------------------------------------------------------------------------------------- | ------------------------------------------------------------------------------------------- |
| Godzina: 19:00 | N. Dar (PP2) 33:26 L. Armoza (EQ) 36:49 | (0:0, 2:2, 0:2) | 28:02 (EQ) I. Kapić 35:54 (EQ) I. Kapić 45:02 (EQ) I. Kapić 50:47 (PP) E. Karamehmedović | Widzów: 182 Sędzia główny: Cien Pereira Sędziowie liniowi: Katja Mrak Yin Kwan Serena Tsang |
| Godzina: 19:00 | 8 min. kar                              |                 | 12 min. kar                                                                              | Widzów: 182 Sędzia główny: Cien Pereira Sędziowie liniowi: Katja Mrak Yin Kwan Serena Tsang |

| 28 marca 2023 | Serbia | 12:1 | Bośnia i Hercegowina | OneIce Arena, Tenuwot |

| Szczegóły      | Szczegóły | Szczegóły       | Szczegóły               | Szczegóły                                                                                            |
| -------------- | --- | --------------- | ----------------------- | --- |
| Godzina: 19:00 | A. Benčić (EQ) 01:57 V. Vrhoci (EQ) 03:02 J. Popov (EQ) 09:35 J. Popov (EQ) 19:04 I. Vastag (EQ) 19:36 H. Rac Sabo (PP) 27:40 V. Vrhoci (EQ) 29:52 K. Čizmić (EQ) 32:09 M. Velček (EQ) 36:31 K. Čizmić (EQ) 42:24 J. Popov (EQ) 57:04 K. Čizmić (EQ) 57:18 | (5:0, 4:0, 3:1) | 43:12 (EQ) S. Zajimović | Widzów: 52 Sędzia główny: Drahomira Fialova Sędziowie liniowi: Mildrid Johnsen Yin Kwan Serena Tsang |
| Godzina: 19:00 | 10 min. kar |                 | 10 min. kar             | Widzów: 52 Sędzia główny: Drahomira Fialova Sędziowie liniowi: Mildrid Johnsen Yin Kwan Serena Tsang |

| 29 marca 2023 | Izrael | 0:9 | Serbia | OneIce Arena, Tenuwot |

| Szczegóły      | Szczegóły   | Szczegóły       | Szczegóły | Szczegóły                                                                             |
| -------------- | ----------- | --------------- | --- | ------------------------------------------------------------------------------------- |
| Godzina: 19:00 |             | (0:3, 0:2, 0:4) | 11:02 (PP) M. Velček 13:47 (EQ) V. Vrhoci 15:20 (EQ) J. Radović 21:02 (PP) V. Vrhoci 34:17 (SH) I. Vastag 48:02 (PP2) E. Sekulić 49:30 (PP) K. Čizmić 50:32 (EQ) A. Milodanović 51:36 (EQ) V. Vrhoci | Widzów: 137 Sędzia główny: Cien Pereira Sędziowie liniowi: Mildrid Johnsen Katja Mrak |
| Godzina: 19:00 | 14 min. kar |                 | 10 min. kar | Widzów: 137 Sędzia główny: Cien Pereira Sędziowie liniowi: Mildrid Johnsen Katja Mrak |

| 30 marca 2023 | Bośnia i Hercegowina | 1:4 | Izrael | OneIce Arena, Tenuwot |

| Szczegóły      | Szczegóły             | Szczegóły       | Szczegóły                                                                         | Szczegóły                                                                                        |
| -------------- | --------------------- | --------------- | --------------------------------------------------------------------------------- | ------------------------------------------------------------------------------------------------ |
| Godzina: 17:00 | E. Sopović (EQ) 43:58 | (0:1, 0:0, 1:3) | 00:49 (EQ) P. Basov 43:06 (EQ) O. Zioni 45:56 (EQ) L. Armoza 50:24 (EQ) S. Kotler | Widzów: 201 Sędzia główny: Drahomira Fialova Sędziowie liniowi: Katja Mrak Yin Kwan Serena Tsang |
| Godzina: 17:00 | 14 min. kar           |                 | 6 min. kar                                                                        | Widzów: 201 Sędzia główny: Drahomira Fialova Sędziowie liniowi: Katja Mrak Yin Kwan Serena Tsang |

| 31 marca 2023 | Bośnia i Hercegowina | 0:11 | Serbia | OneIce Arena, Tenuwot |

| Szczegóły      | Szczegóły   | Szczegóły       | Szczegóły | Szczegóły                                                                                        |
| -------------- | ----------- | --------------- | --- | ------------------------------------------------------------------------------------------------ |
| Godzina: 14:00 |             | (0:4, 0:2, 0:5) | 09:27 (EQ) H. Rac Sabo 15:53 (SH) V. Vrhoci 18:18 (EQ) S. Stantić 19:48 (PP) V. Vrhoci 26:17 (SH) I. Ivanov 34:40 (PP) I. Ivanov 44:34 (EQ) V. Vrhoci 55:20 (EQ) J. Popov 56:02 (EQ) J. Radović 57:37 (EQ) P. Gladić 58:30 (SH) V. Vrhoci | Widzów: 133 Sędzia główny: Cien Pereira Sędziowie liniowi: Mildrid Johnsen Yin Kwan Serena Tsang |
| Godzina: 14:00 | 12 min. kar |                 | 18 min. kar | Widzów: 133 Sędzia główny: Cien Pereira Sędziowie liniowi: Mildrid Johnsen Yin Kwan Serena Tsang |

Tabela
| Lp. | Zespół               | M | Pkt | Z | Zd | Pd | P | G+ | G- | +/− |
| --- | -------------------- | - | --- | - | -- | -- | - | -- | -- | --- |
| 1   | Serbia               | 4 | 12  | 4 | 0  | 0  | 0 | 37 | 2  | +35 |
| 2   | Izrael               | 4 | 3   | 1 | 0  | 0  | 3 | 7  | 19 | -12 |
| 3   | Bośnia i Hercegowina | 4 | 3   | 1 | 0  | 0  | 3 | 6  | 29 | -23 |

    = awans do Dywizji IIIA     = utrzymanie w Dywizji IIIB 
Statystyki indywidualne
- Klasyfikacja strzelców:  Valentina Vrhoci: 10 goli[10]
- Klasyfikacja asystentów:  Milica Velček: 7 asyst[11]
- Klasyfikacja kanadyjska:  Valentina Vrhoci: 14 punktów[12]
- Klasyfikacja kanadyjska obrońców:  Iva Ivanov: 3 punkty[13]
- Klasyfikacja +/−:  Ivett Vastag: +15[14]
- Klasyfikacja skuteczności interwencji bramkarzy:  Jovana Korica: 95,24%[15]
- Klasyfikacja średniej goli straconych na mecz bramkarzy:  Jovana Korica: 0,52
- Klasyfikacja minut kar:  Dzejna Muhamerović
 Milica Velček: 10 minut[16]

Nagrody indywidualne
Dyrektoriat turnieju wybrał trójkę najlepszych zawodników, po jednym na każdej pozycji:
- Bramkarz:  Yael Fatiev
- Obrońca:  Amila Šoše
- Napastnik:  Milica Velček